# Баррвілл (Пенсільванія)
Баррвілл (англ. Barrville) — переписна місцевість (CDP) в США, в окрузі Міффлін штату Пенсільванія. Населення — 179 осіб (2020).

## Географія
Баррвілл розташований за координатами 40°40′6″ пн. ш. 77°40′45″ зх. д. / 40.66833° пн. ш. 77.67917° зх. д. (40.668457, -77.679163).  За даними Бюро перепису населення США в 2010 році переписна місцевість мала площу 1,83 км², з яких 1,82 км² — суходіл та 0,00 км² — водойми.

## Демографія
Згідно з переписом 2010 року, у переписній місцевості мешкало 160 осіб у 45 домогосподарствах у складі 37 родин. Густота населення становила 88 осіб/км².  Було 55 помешкань (30/км²).
Расовий склад населення:
| - 98,8 % — білих - 0,6 % — чорних або афроамериканців - 0,6 % — азіатів |

До двох чи більше рас належало 0,0 %. Частка іспаномовних становила 0,0 % від усіх жителів.
За віковим діапазоном населення розподілялося таким чином: 38,1 % — особи молодші 18 років, 50,0 % — особи у віці 18—64 років, 11,9 % — особи у віці 65 років та старші. Медіана віку мешканця становила 25,0 року. На 100 осіб жіночої статі у переписній місцевості припадало 97,5 чоловіків;  на 100 жінок у віці від 18 років та старших — 94,1 чоловіків також старших 18 років.
За межею бідності перебувало 7,1 % осіб, у тому числі 5,2 % дітей у віці до 18 років та 51,9 % осіб у віці 65 років та старших.
Цивільне працевлаштоване населення становило 97 осіб. Основні галузі зайнятості: виробництво — 81,4 %, науковці, спеціалісти, менеджери — 8,2 %.